# Никола Васиљевић (фудбалер, 1996)
Никола Васиљевић (Ниш, 24. јуна 1996) српски је фудбалски голман који тренутно наступа за Јавор.

## Каријера

### Почеци
Као рођени Нишлија, Васиљевић је био члан млађих категорија локалног Радничког. Крајем 2012. прешао је у ужичке Слободе, а недуго затим, као члан кадетске екипе, прикључен је првом тиму код тренера Љубише Стаменковића у другом делу сезоне 2012/13. Суперлиге Србије. За разлику од претходне сезоне, у којој је био лиценциран са бројем 12 на дресу, Васиљевић је током сезоне 2013/14. дужио број 25 у Суперлиги Србије, док је паралелно наступао и за омладински састав Слободе. По испадању из највишег ранга фудбалског такмичења, Васиљевић је почетком сезоне 2014/15. фигурирао као једна од опција у Првој лиги Србије, али је касније напустио клуб и вратио се у матични Раднички.

### Радник Сурдулица
Након прерастања омладинског узраста, Васиљевић се пред крај летњег прелазног рока 2015. прикључио екипи тадашњег новог суперлигаша, Радника из Сурдулице, те је тако постао један од четворице голмана у клубу. Поред њега, чланови Радника тада су били Боривоје Ристић, Бојан Шејић и Мирослав Грујичић, а Васиљевић је током сезоне био регистрован под бројем 31. Свој дебитантски наступ за екипу Радника, Васиљевић је забележио у последњем колу регуларног дела првенства, на гостовању Новом Пазару, када је Војо Убипарип постигао оба поготка за победу домаће екипе. Након одласка осталих конкурената за голманску позицију у тиму, Раднику су лета 2016. приступили Огњен Чанчаревић, односно Лазар Татић који је недуго затим раскинуо уговор, те је Васиљевић надаље имао статус резервисте. Уместо дотадашњег стипендијског, који је раскинуо, Васиљевић је почетком фебруара потписао професионални уговор, до зимског регистрационог периода 2020. Од доласка Чанчаревића, коме је претходно био резерва у ужичкој Слободи, Васиљевић је до краја 2017. бранио на првенственим сусретима са екипама Војводине и Црвене звезде, односно утакмицама Купа Србије против Полета из Љубића и Инђије. Након одласка Чанчаревића, Васиљевић је промовисан у првог чувара мреже код тренера Сима Крунића, за други део сезоне 2017/18. у Суперлиги Србије, а после два ремија која је екипа остварила у новој календарској години, Васиљевић је проглашен играчем утакмице у победи над Мачвом из Шапца, 3. марта 2018. године. Недуго затим, потписао је нови уговор са клубом у трајању од три године, а до краја сезоне сакупио је укупно 16 суперлигашких наступа. Крајем маја исте године, Васиљевић је у медијима представљен као могуће појачање Партизана у случају одласка Владимира Стојковића. По повратку са репрезентативних обавеза, Васиљевић је у 8. колу Суперлиге Србије за сезону 2018/19, против Црвене звезде на стадиону Рајко Митић, искључен након прекршаја над Ричмондом Боаћијем ван казненог простора, у 28. минуту утакмице. Васиљевић се у поставу своје екипе вратио након истека суспензије, те је до зимске паузе наступио на укупно 20 утакмица у Суперлиги. Неколико дана пред крај календарске 2018, Васиљевић је у медијима најављен као појачање Црвене звезде. Такође, по окончању исте године, Васиљевић је проглашен за најбољег спортисту Сурдулице, за протекли период. Васиљевић се, касније, одазвао првом окупљању екипе Радника у 2019, код тренера Милана Милановића, а убрзо након тога продужио је свој уговор са клубом до краја 2021. године. Васиљевић је током такмичарске 2018/19. забележио укупно 35 наступа у Суперлиги Србије, те је на тај начин био један од најстандарднијих појединаца уз Френсиса Кјеремеа и Игора Златановића, који су уписали идентичан број наступа.
Након јесењег дела сезоне 2019/20, који је провео у саставу Црвене звезде, Васиљевић се вратио у Сурдулицу на шестомесечну позајмицу. У клубу је задужио дрес са бројем 40, а на отварању пролећног дела шампионата тренер Симо Крунић га је уврстио у стартну поставу на гостовању Партизану.

### Црвена звезда
Дана 21. јуна 2019. године, Васиљевић је потписао четворогодишњи уговор са Црвеном звездом. Дневни лист Спортски журнал објавио је да је договорена вредност трансфера износила 150 хиљада евра, док је портал Моцартспорт пренео да је његовом бившем клубу припало обештећење између 250 и 300 хиљада евра. Убрзо затим, Васиљевић је лиценциран за утакмице првог кола квалификација за Лигу шампиона, против литванског представника Судуве. У свом новом клубу задужио је дрес са бројем 27, који је претходно носио Немања Супић. Васиљевић је на оба сусрета остао ван званичног протокола, док је пред наставак такмичења на списку пријављених играча замењен Александром Станковићем. Васиљевић се у званичном протоколу за утакмицу Црвене звезде по први пут нашао на сусрету 8. кола Суперлиге Србије, против екипе Инђије, а тај догађај пропратио је са клупе за резервне играче. До краја календарске 2019, Васиљевић је укупно 8 пута био у званичним протоколима за оба такмичења под окриљем Фудбалског савеза Србије. После одрађених зимских припрема, под вођством новог тренера, Дејана Станковића, Васиљевић се вратио у сурдулички Радник, на шестомесечну позајмицу. Након истека тог периода, појавио се на првој прозивци Дејана Станковића пред почетак нове такмичарске сезоне. Иако је прошао припреме са клубом, Васиљевић је током истих доживео повреду рамена. Због тога је изостављен са списка пријављених играча за европска такмичења, док се у клуб вратио Зоран Поповић. После вишемесечне паузе, Васиљевић је у новембру 2020. поново почео да тренира са екипом. Почетком наредне године са екипом је отпутовао на прву фазу зимских припрема на Кипру. Спортски сектор је за други део сезоне поново одлучио да Васиљевића проследи на позајмицу, те је он отишао у новосадски Пролетер који је претходно напустио стандардни чувар мреже Никола Петрић. У економату клуба задужио је дрес са бројем 40. У наставку сезоне стандардно је бранио за новосадски тим, а по окончању такмичарске године и истеку споразума о уступању вратио се у Црвену звезду. Недуго затим прослеђен је крушевачком Напретку. Споразум о уступању склопљен је на шест месеци, уз опцију продужетка до краја сезоне. По повратку у Црвену звезду, Васиљевић је током сезоне 2022/23. углавном био прва резерва Милану Борјану. Почетком децембра 2022. продужио је уговор с клубом до 2026. године. Званично је дебитовао на сусрету осмине финала Купа Србије, против Радничког у Сремској Митровици, одиграном 15. марта 2023. године. Тада је пред голом екипе заменио капитена гостујуће екипе у 73. минуту. Касније је бранио на још четири сусрета у Суперлиги Србије. Клуб је напустио у јануару 2024.

### Раднички Ниш
После преласка Драгана Росића у новосадску Војводину, Васиљевић се вратио у нишки Раднички средином јануара 2024. Званично је дебитовао у 20. колу Суперлиге Србије, када је његов тим поражен резултатом 3 : 2 на Радничком 1923 у Крагујевцу. На наредна два такмичарска сусрета, у којима је нишки клуб побеђивао, Васиљевић је сачувао мрежу. По окончању такмичарске 2023/24. споразумно је раскинуо уговор са Радничким.

### Јавор Ивањица
Дана 7. августа 2024. године потписао је двогодишњи уговор са Јавором из Ивањице.

## Репрезентација
Васиљевић је у млађим узрастима био члан млађе кадетске и кадетске репрезентације Србије. Услед повреде Александра Јовановића, селектор сениорског тима Србије, Младен Крстајић, накнадно је уврстио Николу Васиљевића на списак играча за утакмице Лиге нација против Литваније и Румуније у септембру 2018. Васиљевић се, потом, у октобру исте године нашао на списку играча селекције до 23 године старости, под вођством Милана Обрадовића, за пријатељску утакмицу против репрезентације Француске у узрасту до 20 година. Васиљевић се на тој утакмици, одиграној 15. октобра 2018, нашао у стартној постави селекције Србије, која је поражена резултатом 4 ː 2 на терену Куће фудбале Фудбалског савеза Србије у Старој Пазови. Крстајић је Васиљевића на списак репрезентације Србије поново уврстио у новембру 2018, након повреде Марка Дмитровића. Почетком 2019. године, Васиљевић се, заједно са саиграчем Игором Златановићем, нашао на списку Младена Крстајића, за турнеју на Карибима. Према првобитном договору, репрезентација сачињена од играча из домаћег такмичења имала је заказане пријатељске утакмице са селекцијама Сент Китса и Невиса, односно Барбадоса. Сусрети су средином јануара отказани, услед немогућности домаћина да затвори финансијску конструкцију тих догађаја. У марту 2019, Крстајић је уврстио Васиљевића на списак од 27 играча за утакмице против репрезентација Немачке и Португалије. У јуну 2019, Крстајић је поново позвао Васиљевића у састав репрезентације, који је тако добио предност у односу на Александра Јовановића, али и Емила Роцкова, односно Драгана Росића, који су такође разматрани као кандидати за трећег голмана српског националног тима. У међувремену, селектор младе репрезентације Србије, Горан Ђоровић, није рачунао Васиљевића за утакмице екипе тог узраста, те су се на списку путника за Европско првенство у Италији и Сан Марину нашли голмани Борис Радуновић, Милош Остојић и Драган Росић.

## Статистика

### Клупска
Ажурирано 1. јула 2024.
| Клуб                          | Сезона   | Лига             | Лига    | Лига   | Национални куп | Национални куп | Европа  | Европа | Остало  | Остало | Укупно  | Укупно |
| Клуб                          | Сезона   | Дивизија         | Наступа | Голова | Наступа        | Голова         | Наступа | Голова | Наступа | Голова | Наступа | Голова |
| ----------------------------- | -------- | ---------------- | ------- | ------ | -------------- | -------------- | ------- | ------ | ------- | ------ | ------- | ------ |
|                               |          |                  |         |        |                |                |         |        |         |        |         |        |
| Слобода Ужице                 | 2012/13. | Суперлига Србије | 0       | 0      | —              | —              | —       | —      | —       | —      | 0       | 0      |
| Слобода Ужице                 | 2013/14. | Суперлига Србије | 0       | 0      | 0              | 0              | —       | —      | —       | —      | 0       | 0      |
| Слобода Ужице                 | 2014/15. | Прва лига Србије | 0       | 0      | —              | —              | —       | —      | —       | —      | 0       | 0      |
| Слобода Ужице                 | Укупно   | Укупно           | 0       | 0      | 0              | 0              | —       | —      | —       | —      | 0       | 0      |
|                               |          |                  |         |        |                |                |         |        |         |        |         |        |
| Раднички Ниш                  | 2014/15. | Суперлига Србије | 0       | 0      | 0              | 0              | —       | —      | —       | —      | 0       | 0      |
| Раднички Ниш                  | 2015/16. | Суперлига Србије | 0       | 0      | —              | —              | —       | —      | —       | —      | 0       | 0      |
| Раднички Ниш                  | Укупно   | Укупно           | 0       | 0      | 0              | 0              | —       | —      | —       | —      | 0       | 0      |
|                               |          |                  |         |        |                |                |         |        |         |        |         |        |
| Радник Сурдулица              | 2015/16. | Суперлига Србије | 1       | 0      | 0              | 0              | —       | —      | —       | —      | 1       | 0      |
| Радник Сурдулица              | 2016/17. | Суперлига Србије | 1       | 0      | 1              | 0              | —       | —      | —       | —      | 2       | 0      |
| Радник Сурдулица              | 2017/18. | Суперлига Србије | 16      | 0      | 1              | 0              | —       | —      | —       | —      | 17      | 0      |
| Радник Сурдулица              | 2018/19. | Суперлига Србије | 35      | 0      | 0              | 0              | —       | —      | —       | —      | 35      | 0      |
| Радник Сурдулица (позајмица)  | 2019/20. | Суперлига Србије | 8       | 0      | 0              | 0              | —       | —      | —       | —      | 8       | 0      |
| Радник Сурдулица (позајмица)  | Укупно   | Укупно           | 61      | 0      | 2              | 0              | —       | —      | —       | —      | 63      | 0      |
|                               |          |                  |         |        |                |                |         |        |         |        |         |        |
| Црвена звезда                 | 2019/20. | Суперлига Србије | 0       | 0      | 0              | 0              | 0       | 0      | —       | —      | 0       | 0      |
| Црвена звезда                 | 2020/21. | Суперлига Србије | 0       | 0      | 0              | 0              | —       | —      | —       | —      | 0       | 0      |
|                               |          |                  |         |        |                |                |         |        |         |        |         |        |
| Пролетер Нови Сад (позајмица) | 2020/21. | Суперлига Србије | 16      | 0      | —              | —              | —       | —      | —       | —      | 16      | 0      |
|                               |          |                  |         |        |                |                |         |        |         |        |         |        |
| Напредак Крушевац (позајмица) | 2021/22. | Суперлига Србије | 33      | 0      | 2              | 0              | —       | —      | —       | —      | 35      | 0      |
|                               |          |                  |         |        |                |                |         |        |         |        |         |        |
| Црвена звезда                 | 2022/23. | Суперлига Србије | 4       | 0      | 1              | 0              | 0       | 0      | —       | —      | 5       | 0      |
| Црвена звезда                 | 2023/24. | Суперлига Србије | 0       | 0      | 0              | 0              | 0       | 0      | —       | —      | 0       | 0      |
| Црвена звезда                 | Укупно   | Укупно           | 4       | 0      | 1              | 0              | 0       | 0      | —       | —      | 5       | 0      |
|                               |          |                  |         |        |                |                |         |        |         |        |         |        |
| Раднички Ниш                  | 2023/24. | Суперлига Србије | 5       | 0      | —              | —              | —       | —      | —       | —      | 5       | 0      |
|                               |          |                  |         |        |                |                |         |        |         |        |         |        |
| Каријера                      | Каријера | Каријера         | 119     | 0      | 5              | 0              | 0       | 0      | —       | —      | 124     | 0      |
|                               |          |                  |         |        |                |                |         |        |         |        |         |        |

## Трофеји и награде

### Екипно
Црвена звезда
- Суперлига Србије : 2022/23.[89]
- Куп Србије : 2022/23.[90]

### Појединачно
- Најбољи спортиста општине Сурдулица у сениорској конкуренцији за 2018. годину[29]